# Zygmunt Zalcwasser
Zygmunt Zalcwasser (ur. 1898 w Zgierzu, zm. 1943 w Treblince) – polski matematyk pochodzenia żydowskiego.

## Życiorys
Studiował na Wydziale Matematyki Uniwersytetu Warszawskiego pod kierunkiem prof. Wacława Sierpińskiego, po otrzymaniu magisterium pozostał na uczelni jako asystent Aleksandra Rajchmana. W 1929 obronił pracę habilitacyjną pt. „O osobliwościach funkcji ciągłych zmiennej rzeczywistej”, w tym samym roku ogłosił pracę „O funkcjach Köpckego”. Prowadził prace badawcze nad Szeregiem Fouriera, w 1932 ogłosił twierdzenie matematyczne nazywane „Rangami Zalcwassera”. Rangi Zalcwassera [ZA]mierzą zbieżność sekwencji funkcji ciągłych na przedziale jednostki. Od roku akademickiego 1933/1934 był związany z Wolną Wszechnicą Polską. Wyniki swoich badań publikował razem ze Stanisławem Saksem w czasopiśmie „Fundamenta Mathematicae”. Po utworzeniu getta w Warszawie został w nim uwięziony, w sierpniu 1943 znalazł się w transporcie do obozu zagłady w Treblince, gdzie zginął.